# سناء حامد
سناء حامد ممثلة لبنانية.

## عن حياتها
شاركت عدد من أعمال الدرامية من ابرز المدبلجات اللاتي ظهرن في الفترة اللاحقة للجيل الذهبي ويذكرنا صوتها بصوت الفنانة الأردنية ايمان هايل المسلسلات التي أدتها عديدة وادوارها متنوعة ما بين الدرامي والكوميدي.

## اعمالها

### في المسلسلات
- مسلسل أضحك وأبكي
- مسلسل سمع وأطاع
- مسلسل مع الإنسان
- مسلسل جحا الضاحك الباكي
- مسلسل فردوس الكلمات
- مسلسل فلتسقط الدموع

### في الدوبلاج
- زيا في مسلسل الأحلام الذهبية
- رمزي في مسلسل نوار
- السيدة أمينة في مسلسل نوار
- عصام في مسلسل مغامرات عصام
- رابح في مسلسل الكابتن رابح
- توم في مسلسل مذكرات ميكان
- مايكي في مسلسل غورو غورو
- تريكي في مسلسل جانكي الصغير
- مايا في مسلسل رحلة الأحلام
- فيلم مغامرات البطريق

### في المسرح
- تمثيلية الإساءة

### في السينما
- فيلم سامحني ياحبيبي

## روابط خارجية
- سناء حامد على موقع قاعدة بيانات الأفلام العربية